# Rompighiaccio a propulsione nucleare
I rompighiaccio a propulsione nucleare sono un tipo di rompighiaccio con un'autonomia molto superiore rispetto a quelli convenzionali, poiché alimentati dall'energia nucleare. Sono stati costruiti solamente dalla Russia, a causa della necessità di navigare attraverso i mari ghiacciati della Siberia settentrionale (Mar Glaciale Artico), in modo da permettere il collegamento anche in inverno dei porti che si affacciano su queste acque.

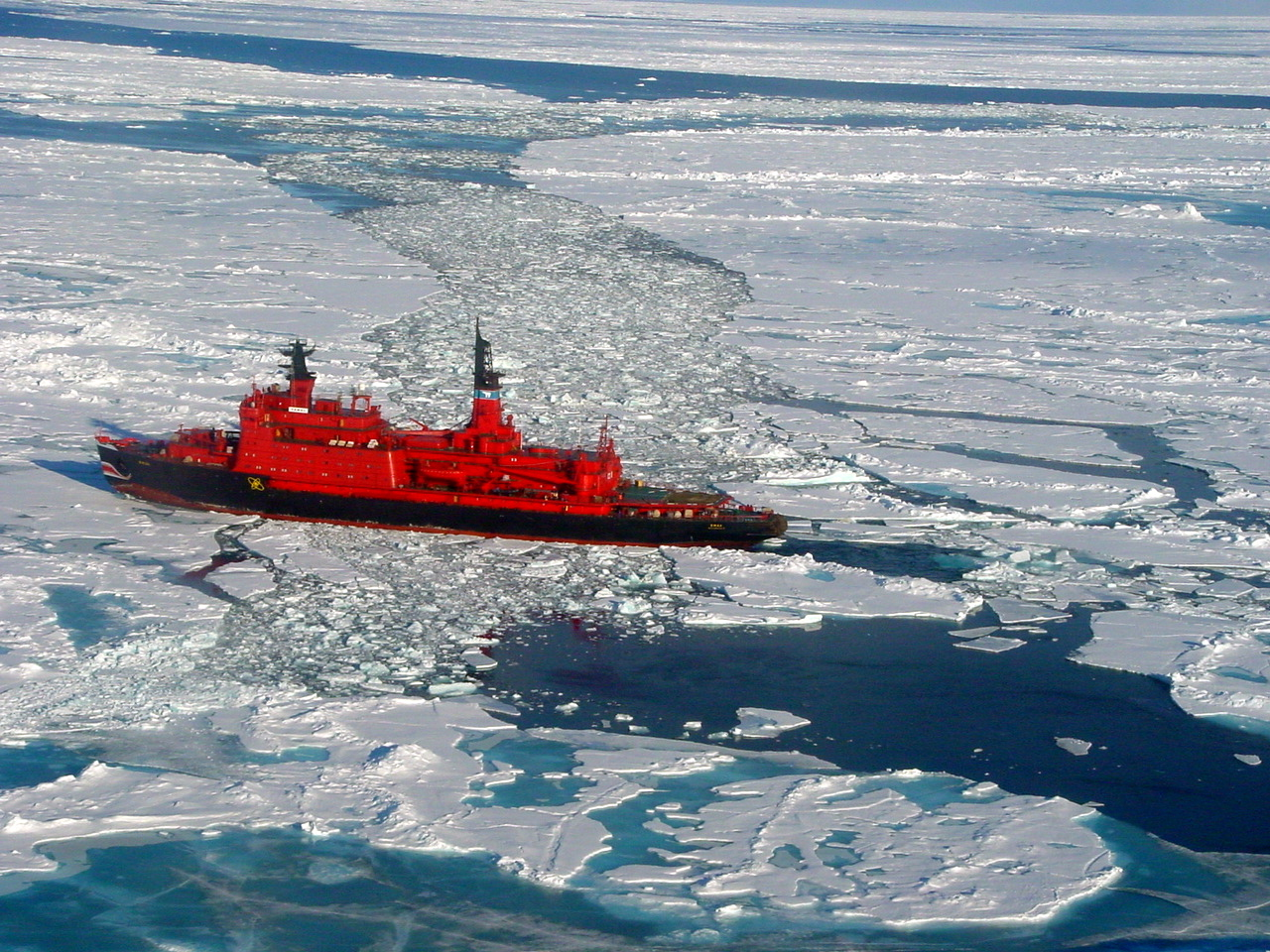
Il rompighiaccio NS Yamal in navigazione

## Storia
La rottura del ghiaccio necessita di una potenza di spinta molto grande, e di conseguenza anche consumi di carburante elevati; una nave convenzionale sarebbe costretta a montare serbatoi molto grandi che toglierebbero spazio agli altri utilizzi, nonché a rifornirsi molto spesso. Come si è già detto l'autonomia della propulsione nucleare è decisamente superiore a quella convenzionale anche se presenta costi di costruzione molto più alti, e maggiori problemi anche dal punto di vista della sicurezza. I motivi che hanno spinto l'Unione Sovietica ad immettere e tenere in servizio unità simili, sono principalmente due:
- il primo è di ordine pratico. In Russia, infatti, vi sono alcune città (anche di grandi dimensioni) situate in zone caratterizzate da climi molto duri: si tratta di un'eredità della pianificazione centrale sovietica, che ha portato alla costruzione (o all'espansione) di centri abitati in zone con temperature invernali assolutamente proibitive. Questo è avvenuto per motivi sia economici che militari. Questa situazione, per certi versi unica, ha portato alla necessità di costruire navi rompighiaccio in grado di tenere aperti i collegamenti con queste città in ogni stagione, e quindi in grado di affrontare strati di ghiaccio il cui spessore può variare tra gli 1,2 metri ed i 2 metri (al centro del Polo Nord supera i due metri e mezzo). Inoltre, vi è anche la necessità di tenere aperte le rotte commerciali passanti per l'Artico.
- Il secondo motivo è probabilmente riconducibile al prestigio nazionale: il Lenin, quando fu varato, era la prima nave di superficie a propulsione nucleare al mondo, oltre ad essere anche la prima unità civile con questo tipo di propulsione. Si trattò innegabilmente di un notevole successo d'immagine per la tecnologia sovietica dell'epoca.

## Utilizzo
| Nave            | Classe  | Tipologia              | Reattore   | Anni di servizio |
| --------------- | ------- | ---------------------- | ---------- | ---------------- |
| Lenin           | Unico   | rompighiaccio          | 2xOK-900   | 1959–1989        |
| Arktika         | Arktika | rompighiaccio          | 2xOK-900A  | 1975–2008        |
| Sibirʹ          | Arktika | rompighiaccio          | 2xOK-900A  | 1977–1992        |
| Rossija         | Arktika | rompighiaccio          | 2xOK-900A  | 1985–2013        |
| Sevmorputʹ      | Unico   | cargo                  | 2xKLT-40   | 1988–            |
| Tajmyr          | Tajmyr  | rompighiaccio fluviale | 1xKLT-40M  | 1989–            |
| Sovetskij Sojuz | Arktika | rompighiaccio          | 2xOK-900A  | 1989–2014        |
| Vajgač          | Tajmyr  | rompighiaccio fluviale | 1xKLT-40M  | 1990–            |
| Jamal           | Arktika | rompighiaccio          | 2xOK-900A  | 1993–            |
| 50 let Pobedy   | Arktika | rompighiaccio          | 2xOK-900A  | 2007–            |
| Arktika         | LK-60Ja | rompighiaccio          | 2xRITM-200 | 2020–            |
| Sibirʹ          | LK-60Ja | rompighiaccio          | 2xRITM-200 | 2021–            |
| Ural            | LK-60Ja | rompighiaccio          | 2xRITM-200 | 2022–            |
| Rossija         | Leader  | rompighiaccio          | 2xRITM-400 | In costruzione   |
| Yakutia         | LK-60Ja | rompighiaccio          | 2xRITM-200 | In costruzione   |
| Chukotka        | LK-60Ja | rompighiaccio          | 2xRITM-200 | In costruzione   |
|                 | Leader  | rompighiaccio          | 2xRITM-400 | Pianificato      |
|                 | Leader  | rompighiaccio          | 2xRITM-400 | Pianificato      |

I rompighiaccio oggi operativi appartengono a due classi distinte: Arktika e Tajmyr.
I rompighiaccio atomici appartenenti alla classe Arktika sono utilizzati per mantenere aperti, in ogni stagione, i collegamenti con le principali città della Russia artica. In particolare, grazie a queste navi, è possibile navigare dai grandi porti della Russia europea (ad esempio, Murmansk e Arcangelo) fino allo stretto di Bering, passando per altri importanti porti della Siberia settentrionale (per esempio, Dikson e Pevek).
I rompighiaccio atomici della classe Tajmyr, invece, sono stati costruiti per operare in acque basse, e sono solitamente usati sul fiume Enisej nella tratta che va da Dikson ad Igarka. Queste navi svolgono un ruolo molto importante, perché permettono, in tutte le stagioni, il passaggio delle navi cargo cariche di merci varie per l'approvvigionamento delle città sul fiume. Inoltre, consentono il passaggio anche delle imbarcazioni contenenti i metalli provenienti da Noril'sk (che vengono imbarcati a Dudinka, a cui Noril'sk, che non ha un porto, è collegata tramite ferrovia). Queste navi sono attrezzate anche per compiti antincendio.
I rompighiaccio atomici russi sono stati inoltre utilizzati anche per parecchie spedizioni scientifiche nell'Artico. Il 17 agosto 1977 il rompighiaccio NS Arktika fu la prima unità di superficie al mondo a raggiungere il Polo Nord. Dal 1989 alcuni rompighiaccio sono utilizzati anche per il turismo artico.
Complessivamente, in Russia sono state costruite dieci navi a propulsione nucleare con compiti non militari. Nove di queste sono rompighiaccio, la decima è una nave cargo con scafo rompighiaccio: la Sevmorput.

## Strutture ed unità di appoggio alla flotta atomica
La principale base della flotta atomica civile è Atomflot, situata a pochi chilometri dalla città di Murmansk. Qui sono presenti le strutture per la manutenzione e le riparazioni delle navi. Inoltre, molto importanti per l'operatività della flotta sono anche le unità di supporto. Queste sono in tutto sei.
- Volodarsky: entrata in servizio nel 1979, è utilizzata per lo stoccaggio delle scorie nucleari solide (fino a 300 metri cubi). Il suo dislocamento è di 5.500 tonnellate, e le sue dimensioni raggiungono i 96 metri di lunghezza ed i 16 di larghezza.
- Imandra: entrata in servizio nel 1981, viene utilizzata per lo stoccaggio temporaneo ed il trasporto di scorie radioattive. Inoltre, questa unità è equipaggiata anche per la ricarica in sicurezza dei reattori nucleari. Queste operazioni normalmente vengono eseguite ad Atomflot, ma questa nave può, in caso di necessità, compierle anche in mare aperto. Il suo dislocamento raggiunge le 9.700 tonnellate, la lunghezza i 130 metri e la larghezza i 17. Munita di sei cisterne per lo stoccaggio, dal novembre 1999 è utilizzata anche per il supporto ai sommergibili atomici.
- Lepse: entrata in servizio nel 1936, è la nave con la vita operativa più lunga al servizio della flotta atomica. Ha un dislocamento di 5.600 tonnellate, una lunghezza di 87 metri ed una larghezza di 17. Inizialmente costruita come nave cargo, venne affondata durante la seconda guerra mondiale. Recuperata e riparata, rientrò in servizio nel 1961 come nave appoggio per le rompighiaccio atomiche. Dal 1988, dopo l'entrata in servizio dell'Imandra, è ormeggiata ad Atomflot ed utilizzata esclusivamente per lo stoccaggio delle scorie nucleari più pericolose. Infatti, è in grado di ospitare scorie altamente radioattive per 30 anni. Oggi è uno degli oggetti più pericolosi del mondo: la radioattività totale di quanto ospitato nelle sue stive raggiunge i 750.000 curie. Tanto per dare un'idea, l'inquinamento radioattivo complessivo di tutto il Mar di Kara raggiunge “solo” i 150.000 curie. Si tratta di una vera e propria "bomba ecologica" che si è provato a disinnescare, ma tutti i piani per trovare una sistemazione alternativa a quanto contenuto nella nave (tra cui oltre 260 kg di uranio) sono ostacolati dalla mancanza di fondi, oltre che dalle pessime condizioni dello scafo.
- Lotta: entrata in servizio nel 1960, è oggi utilizzata per lo stoccaggio del combustibile nucleare spento. Il suo dislocamento è di 7.000 tonnellate, e raggiunge i 122 metri di lunghezza ed i 16 di larghezza. Questa nave inizialmente era stata costruita nei cantieri di San Pietroburgo per il trasporto di legname. Il suo nome era Pavlin Vinogradov. Nel 1984, la nave fu convertita per il ruolo attuale. I lavori di conversione furono effettuati a Murmansk. Rinominata Lotta, entrò in servizio come nave appoggio alla flotta atomica della Murmansk Shipping Company.
- Rosta-1: entrata in servizio nel 1985, ha un dislocamento di 1.650 tonnellate, una lunghezza di 62 metri ed una larghezza di 12. Viene utilizzata per il controllo sanitario del personale e la misurazione delle radiazioni.
- Serebrjanka: entrata in servizio nel 1974, ha un dislocamento di 4.300 tonnellate, una lunghezza di 102 metri ed una larghezza di 12. Si tratta di una nave cisterna speciale, che si occupa di raccolta, stoccaggio temporaneo, trasporto e trasferimento delle scorie nucleari. Munita di otto cisterne, ha una capacità totale di 1.151 metri cubi. Il trasferimento a bordo avviene grazie ad apposite tubature.

In tutto, circa 2.000 persone lavorano a bordo delle rompighiaccio, del cargo atomico Sevmorput e delle unità di supporto. Gli equipaggi imbarcati sulle unità atomiche civili ricevono un addestramento speciale presso il collegio Makarov, a San Pietroburgo.

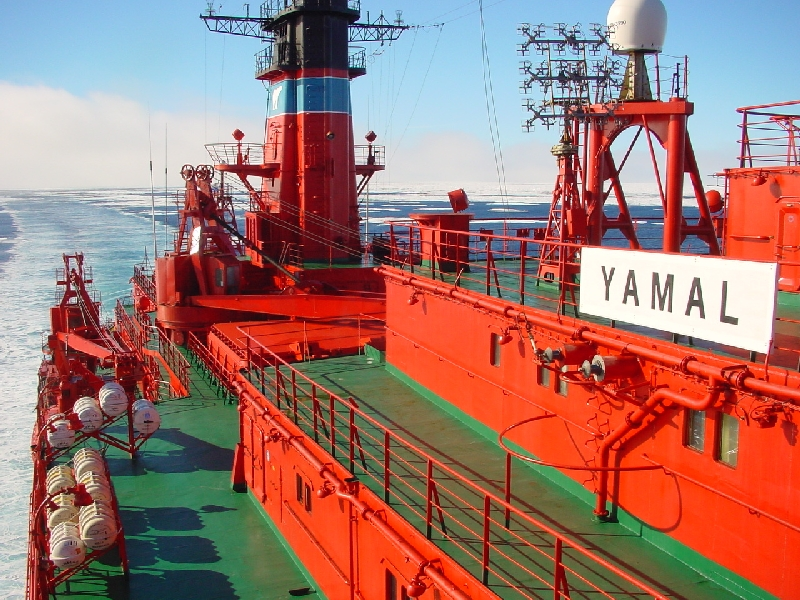
Il rompighiaccio NS Yamal

## Il turismo artico
Dal 1989 i rompighiaccio atomici sono utilizzati per crociere turistiche al Polo nord. La crociera dura tre settimane e costa circa 25.000 $. I più attrezzati a scopo turistico sono gli ultimi due esemplari varati, la NS Yamal e la NS 50 Let Pobedy.